# Christian Gertz
Christian Gertz (* 1948 in Coesfeld) ist ein deutscher Lebensmittelchemiker und weltweit anerkannter Fachmann der Olivenölanalytik.

## Leben und Laufbahn
Christian Gertz wurde 1948 in Coesfeld/Westfalen geboren. Nach dem Abitur studierte er Lebensmittelchemie an der Universität Erlangen und promovierte an der Technischen Hochschule Hannover über „Nachweisverfahren von Antioxidantien in Lebensmitteln“.

### Chemisches Untersuchungsamt Hagen
Von 1975 bis 2013 war Gertz am Chemischen Untersuchungsamt Hagen tätig, wurde dort 1985 zum stellvertretenden Amtsleiter und schließlich 2009 zum Amtsleiter ernannt. 1983 konnte er während eines halbjährigen Forschungsaufenthaltes am französischen Institut des corps gras (Iterg) weitere praktische Kenntnisse und Erfahrungen in der Technologie der Fette erwerben. Als Mitvorsitzender der Fachgruppe „Analysen und Einheitsmethoden“ der Deutschen Gesellschaft für Fettwissenschaft (DGF) war er von 1997 bis 2005 verantwortlich für die Herausgabe der DGF-Methodensammlung 'Deutsche Einheitsmethoden zur Untersuchung von Fetten, Fettprodukten, Tensiden und verwandten Stoffen' mit mehr als 400 Methoden in deutscher und englischer Sprache.
Neben zahlreichen wissenschaftlichen Vorträgen im In- und Ausland veröffentlichte Gertz mehr als 80 wissenschaftliche Arbeiten in nationalen und internationalen Fachzeitschriften. Seine Hauptgebiete sind die Analytik von Fetten und Ölen zur Erkennung struktureller Veränderungen infolge thermischer Behandlung und Lagerung, die Anwendung chemometrischer Methoden zur Verifizierung der Identität von pflanzlichen Ölen und der Herkunft von Olivenöl sowie die Analytik von Umweltkontaminanten und toxikologisch relevanten Stoffen in Fetten. Gertz war 1994 Gründer der DGF-Laborvergleichsuntersuchung, die er anschließend führend betreute.

### Maxfry GmbH
Nach seiner Pensionierung 2013 wurde er Mitarbeiter der Maxfry GmbH und ist dort mit der Produktentwicklung und der Olivenölanalytik betraut. Hier konnte er seine bereits zuvor am Chemischen Untersuchungsamt Hagen betriebene Entwicklung neuartiger Methoden der Olivenölanalytik mittels Nahinfrarotspektroskopie (NIRS) erfolgreich fortsetzen. Insbesondere ging es Gertz darum, viele ältere und langsame Analyseverfahren durch neue NIR-Methoden zu ersetzen. Diese haben den Vorteil, dass sie sehr schnell durchgeführt werden können. In weniger als zwei Minuten lassen sich mit einem einzigen Messvorgang (Dreifachmessung) mehr als 40 Parameter (u. a. Fettsäure- und Triacylglyceridverteilung, K-Werte, Peroxidzahl, monomeren oxidierten TAGs, Anisidinzahl, Gehalt freier Fettsäuren, 1,2-1,3-Diacylglycerin-Verhältnis und Pyropheophytin A) simultan bestimmen, über welche die Identität, das Alter, Verfälschungen mit Fremdölen, Qualitätsmerkmale sowie Aromaprofile von Olivenölen bestimmt werden können. Ein großer Vorteil der Gertz'schen NIR-Olivenölanalytik ist, dass dafür kein großes Labor mit hohem Personalaufwand und hohen Kosten nötig ist. Unter anderem nutzt das Swiss Olive Oil Panel die von Christian Gertz angebotene NIR-Olivenölanalytik bei offiziellen Olivenöltests.

## Gertz-Methode

### Bestimmung der Pyropheophytine
Als „Gertz-Methode“ wird insbesondere in Italien und Spanien die erstmals von Christian Gertz entwickelte Methode zur Bestimmung der Pyropheophytine (PPP), also der Abbauprodukte des Chlorophylls im Olivenöl bezeichnet. Pyropheophytine entstehen beim thermischen Abbau von Olivenöl. Hitze und lange Lagerzeit zersetzen Chlorophyll zunächst in Phäophytine und anschließend in Pyropheophytine. Gertz konnte aufzeigen, dass dieser Abbau von Chlorophyllen zu Pyropheophytinen mit einer vorhersehbaren Geschwindigkeit erfolgt, wodurch Erkenntnisse über das Alter eines Olivenöls oder über eine gegebenenfalls unerlaubte Desodorierung gewonnen werden können. Ungefähr seit dem Jahr 2000 werden minderwertige Olivenöle (Lampantöle) in betrügerischer Absicht im Vakuum mit Wasserdampf behandelt, um unangenehme Gerüche zu entfernen (Desodorierung). Beim dabei eingesetzten Soft-Column-Verfahren wird das aufzureinigende Öl für nur wenige Minuten Temperaturen von 90 bis 120 °C ausgesetzt, wobei nicht nur die üblen Gerüche entfernt werden, sondern nebenbei durch die Hitzeeinwirkung ein Großteil des im Öl enthaltenen Chlorophylls zu Pyropheophytinen abgebaut wird. Daher ist insbesondere bei jungen Ölen ein hoher Gehalt an Pyropheophytinen ein Hinweis auf eine mögliche Beimischung desodorierter, also minderwertiger Öle (Verpanschung). Slow Food Deutschland schreibt dazu allgemeinverständlich:

„Um eine Erhitzung des Öls kommen die Fälscher nicht herum, wenn sie unangenehme Aromen und Zerfallsprodukte aus einem schlechten Olivenöl entfernen wollen. Es gelang ihm [Christian Gertz], ein Verfahren zu entwickeln, mit dem die Erhitzung von Ölen chemisch nachgewiesen werden kann.“

## Mitgliedschaften
- Gertz war Mitglied in zahlreichen nationalen und internationalen Fachgremien beim Bundesgesundheitsamt, beim Deutschen Institut für Normung (DIN) und beim  Europäischen Komitee für Normung (CEN)
- Leiter der Fachgruppe Analyse und Qualitätssicherung der Deutschen Gesellschaft für Fettwissenschaft (DGF)
- Seit 1997 aktives Mitglied im Deutschen Olivenölpanel und im DGF-Olivenölpanel zur sensorischen Prüfung von Olivenöl

## Ehrungen und Auszeichnungen
- 1982 Josef-Schormüller-Preis der Gesellschaft Deutscher Chemiker
- 2004 Normann-Medaille der Deutschen Gesellschaft für Fettwissenschaft

## Veröffentlichungen
Mehr als 80 wissenschaftliche Arbeiten in nationalen und internationalen Fachzeitschriften seit 1976